# Rockets
Rockets — французький спейс-рок гурт, створений у Парижі в 1974 році. У 1978 році гурт переїхав до Італії. Гурт відомий лише в деяких країнах (особливо в Італії та у Франції в їхньому рідному місті Парижі).

## Історія
Гурт спочатку був створений у 1972 році під назвою Crystal і виступав на сцені у своєму звичайному вуличному одязі. Але до 1974 року Crystal перетворився на Rocket Men, випустивши дебютний однойменний сингл, а його учасники почали видавати себе за інопланетян; у комплекті зі сріблястим макіяжем, що покриває їх шкіру, сірими контактними лінзами, скафандрами.
Приблизно в цей час гурт познайомився з продюсером Клодом Лемуаном (Claude Lemoine). Протягом наступного року гурт змінив назву (Rocketters), перш ніж, нарешті, зупинитися на назві Rockets і випустив нові сингли, включаючи такі, як «Rocket Man», «Future Woman» і «Samurai».
У найуспішнішу епоху (1977—1982 роки) до складу гурту входили: вокаліст Крістіан Ле Бартц (Christian Le Bartz), басист і вокаліст Жерар Л'Ер («Little» Gérard L'Her), гітарист і клавішник Ален Маратрат (Alain Maratrat), барабанщик і перкусіоніст Ален Гротцінгер (Alain Groetzinger) і клавішник Фабріс Куальотті (Fabrice Quagliotti).
Гурт випустив 10 альбомів, перш ніж розпастися у 1992 році.
Один з найуспішніших студійних альбомів гурту — «Plasteroid» (1979 рік), отримав золотий статус (200 000 проданих копій в Італії).
Студійний альбом гурту, «Galaxy» (1980 рік) — ще один величезний хіт в Італії (продано понад мільйон копій), який багато шанувальників Rockets вважають музичним піком гурту.
У 2000 році Фабріс Куальотті вирішив відновити гурт (спочатку під назвою Rockets N.D.P.), але вже зовсім в іншому складі. Це призвело до аномальної ситуації, оскільки жоден з оригінальних учасників не погодився на возз'єднання гурту. Насправді останнім оригінальним учасником, який залишив гурт, був Ален Маратрат у 1992 році.
З новим складом гурт випустив ще 5 альбомів.

## Учасники гурту

### Поточні
- Джон Б'янкель (John Biancale) — вокал (2006–теперішній час)
- Джанлука Мартіно (Gianluca Martino) — гітара (2004–теперішній час)
- Розейр Ріккобоно (Rosaire Riccobono) — бас (2004–теперішній час)
- Фабріс Куальотті (Fabrice Quagliotti) — клавішні (1977–теперішній час)
- Eugenio UG Mori (Eugenio U. G. Mori) — барабани, перкусія (2005–теперішній час)

### Колишні
- Патрік Маллет (Patrick Mallet) — ударні (1974)
- Гай Маратрат (Guy Maratrat) — гітара (1974—1975)
- Андре Ту (André Thus) — клавішні (1974—1975)
- Крістіан Ле Барц (Christian Le Bartz) — вокал (1974—1983)
- Ален Ґротцінґер (Alain Groetzinger) — ударні, перкусія (1974—1983)
- «Little» Gérard L'Her — бас, вокал (1974—1984)
- Ален Маратрат (Alain Maratrat) — гітара, клавішні (1974—1992)
- Мішель Губе (Michel Goubet) — клавішні (1976—1977)
- Бернард Тореллі (Bernard Torelli) — гітара (1975—1976)
- Бертін Гюго (Bertin Hugo) — клавішні (1977)
- Сал Соло (Sal Solo) — вокал (1984—1992)
- Little B. (Little B.) — ударні (2000—2005)

### Запрошені музиканти
- Філ Гулд (Phil Gould) — ударні (1986)
- Ендрю Парезі (Andrew Paresi) — ударні (1986)
- Брюс Ноклз (Bruce Nockles) — труба (1986)
- Елісон Лі (Alison Lee) — вокал (1986)
- Пол МакКлементс (Paul McClements) — вокал (1986)
- Керол Кук (Carole Cook) — вокал (1986)
- Нік Беггс (Nick Beggs) — бас (1992)
- Ерве Костер (Herve Koste) — ударні (1992)
- Майкл Пейн (Michael Payne) — перкусія, вокал (1992)
- Метт Россато (Matt Rossato) — гітара (2001—2004)

## Дискографія
- Rockets (1976)[6][7]
- On the Road Again (1978)[8][9]
- Sound of the Future (1979)
- Plasteroïd (1979)[2][3]
- Galaxy (1980)[4][5]
- π 3,14 (1981)
- Atomic (1982)
- Imperception (1984)
- One Way (1986)
- Another Future (1992)
- Don't Stop (2003)[10]
- Kaos (2014)
- Wonderland (2019)
- Alienation (2021)
- Time Machine (2023)

## Кавер-версії
Кавер-версія пісні гурту Rockets, «Ideomatic» була записана індустріальним метал-гуртом Digitalis Purpurea та включена до безкоштовної компіляції Italian Body Music Vol. 2. Кавер-версія пісні «Ideomatic», записана за участі Селін Сесілії Ангел (Celine Cecilia Angel) з австрійського гурту Sanguis et Cinis, була включена до альбому гурту Digitalis Purpurea, Aseptic White.
Кавер-версія пісні «Prophecy» (з альбому гурту Rockets, Galaxy, 1980 року) була включена до дебютного альбому суперпроєкту прог-метал космічної опери Docker's Guild, The Mystic Technocracy — Season 1: The Age of Ignorance, який вийшов на лейблі Lion Music, у 2012 році.
У запису треку брали участь:
- Грег Біссонетт (Gregg Bissonette) — ударні,
- Тоні Франклін (Tony Franklin) — бас,
- Гатрі Гован (Guthrie Govan) — гітара,
- Дуглас Р. Докер (Douglas R. Docker) — клавішні (головний натхненник проєкту).

Кавер-версії пісень «Le Chemin» (з однойменного альбому гурту Rockets, 1976 року) і «Atlantis Town» (з альбому гурту Rockets, Plasteroid, 1979 року) увійшли до альбому The Mystic Technocracy — Season 2: The Age of Entropy. Альбом вийшов на лейблі Elevate Records, у 2022 році.